# Kortlæbe
Slægten Kortlæbe (Teucrium) har mange arter, men de fleste er subtropiske og helt ukendte her hjemme. I det følgende nævnes kun dem, som ses jævnligt i Danmark.
| Arter |

- Polej-Kortlæbe (Teucrium polium)
- Ædel-Kortlæbe (Teucrium chamaedrys)